# Preguinho

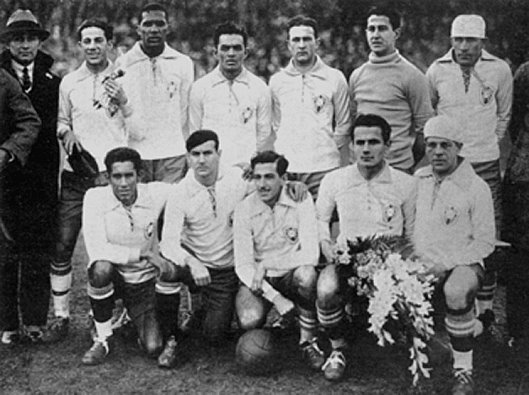
Brasilien bei der WM 1930 mit Preguinho (vorne, 2. v. r.)

João Coelho Baptista Netto, genannt Preguinho (kleiner Nagel, Nägelchen) (* 8. Februar 1905 in Rio de Janeiro; † 1. Oktober 1979 ebenda) war ein brasilianischer Fußballspieler. Er nahm an der ersten Fußball-Weltmeisterschaft 1930 in Uruguay teil, wo er den ersten Weltmeisterschaftstreffer Brasiliens erzielte.

## Leben und Wirken
Preguinho, Sohn des bedeutenden Schriftstellers Henrique Maximiano Coelho Neto, spielte bereits ab dem Alter von etwa zehn Jahren in den Jugendmannschaften des Fluminense FC. Bald betätigte er sich auch als Schwimmer, Wasserballspieler und Ruderer. Offensichtlich seinem sich verstärkenden wassersportlichen Interessen folgend, schloss er sich 1922 dem CR Guanabara in Botafogo an. Dort zeigte er insbesondere als Schwimmer herausragende Leistungen und gewann zahlreiche seiner Altersgruppe entsprechende Meisterschaften.
Im April 1925 war er wieder beim Fluminense FC, für den er in den folgenden Jahren an der Fußballmeisterschaft von Rio de Janeiro spielte. 1930 und 1932 wurde er dabei Torschützenkönig: 1930 mit 20 Toren gleichauf mit Ladislau da Guia vom Bangu AC und 1932 mit 21 Toren. Er betätigte sich auch weiterhin im Wassersport und zudem ebenso im Basketball, Volleyball, Rollhockey und der Leichtathletik und gewann dort zahlreiche Meisterschaften. Es wird von insgesamt 55 Titeln berichtet.
1930 nahm er mit Brasilien an der ersten Fußball-Weltmeisterschaft in Uruguay als Spielführer teil, wo er bei der 1:2-Niederlage gegen Jugoslawien im ersten Spiel den ersten Treffer der brasilianischen Weltmeisterschaftsgeschichte erzielte. Beim Spiel gegen Bolivien erzielte er zwei weitere Tore, Brasilien schied aber bereits nach der ersten Runde aus.
1931 gewann er mit der Auswahl von Rio de Janeiro das Campeonato Brasileiro de Seleções Estaduais, was damals als Brasilianische Meisterschaft gefeiert wurde. Im Verlauf des Turnieres erzielte er vier Treffer, in den Finalspielen gegen die Auswahl von São Paulo wurde er aber nicht aufgestellt.
Als 1933 in Rio der Professionalismus eingeführt wurde, weigerte er sich, mit dem Sport Geld zu verdienen und trat nur noch für die Amateurmannschaft von Fluminense an, mit der er 1933 die entsprechende Meisterschaft von Rio de Janeiro gewann. 1935 ging er sogar so weit, den Fluminense FC zu verlassen und schloss sich dem im Stadtzentrum beim Cinelândia-Platz beheimateten, noch höhere Ideale verkörpernden Olimpico Club an, wo auch der frühere Fluminense-Trainer Luís Vinhaes wirkte.
Ende 1937 kehrte er zu Fluminense zurück. Mit den Amateuren des Vereins gewann er 1938 noch eine weitere Stadtmeisterschaft. Mit der ersten Mannschaft sollte er noch vier weitere Spiele absolvieren. Als Fluminense 1937 und 1938 die Meisterschaft von Rio gewann, trug er noch mit zwei, bzw. einem Einsatz bei. Seine Abschiedsvorstellung gab er im Juni 1939 bei einem 4:2-Sieg in Niterói gegen eine Auswahl von Niterói. Insgesamt werden ihm 132 Tore in 153 Spielen für die Kampfmannschaft von Fluminense zugeschrieben.
Er verstarb am 29. September 1979 im Alter von 74 Jahren in Rio de Janeiro. Der Fluminense FC widmete ihm eine Statue.

## Spiele für Brasilien
Offizielle Länderspiele
- 14. Juli 1930 gegen Jugoslawien, Ergebnis: 1:2 (Fußball-Weltmeisterschaft) (1 Tor)
- 22. Juli 1930 gegen Bolivien, Ergebnis: 4:0 (Fußball-Weltmeisterschaft) (2 Tore / Gesamt 3)
- 17. August 1930 gegen die USA, Ergebnis: 4:3 (1 Tor / Gesamt 4)

Weitere Spiele
- 2. Juli 1931 gegen Ferencváros Budapest, Ergebnis: 6:1 (2 Tore)
- 27. November 1932 gegen Andarahy AC, Ergebnis: 7:2 (5 Tore)